# سیلاس کارسن
سیلاس کارسن (انگلیسی: Silas Carson؛ زادهٔ ۱۹۶۵ میلادی) بازیگر و صداپیشه است.
از فیلم‌ها یا برنامه‌های تلویزیونی که وی در آن نقش داشته است، می‌توان به ایست‌اندرز، شهر هالبی، دز، جنگ ستارگان: قسمت اول – تهدید شبح، جنگ ستارگان: قسمت سوم – انتقام سیت، جنگ ستارگان: قسمت دوم – حمله کلون‌ها،  لاک و هیدالگو   اشاره کرد.